# اچ‌ام‌اس آن (۱۶۵۴)
اچ‌ام‌اس آن (۱۶۵۴) (به انگلیسی: HMS Anne (1654)) یک کشتی بود که طول آن ۱۱۶ فوت ۹ اینچ (۳۵٫۶ متر) بود.